# Polygon
Polygoner eller månghörningar är oftast ett samlingsnamn för tvådimensionella geometriska figurer i form av enkla slutna kurvor bestående av ett ändligt antal räta linjesegment  i planet. Ibland används polygon dock i något annorlunda betydelser; se #Betydelsevarianter nedan.
De segment som polygonen består av kallas dess sidor och sidornas ändpunkter kallas polygonens hörn. Varje polygon har samma antal sidor som hörn. Om detta antal är n, så kallas polygonen på svenska en n-hörning. Dock används oftast termen triangel i stället för trehörning, och den förkortade formen fyrhörning i stället för fyrahörning. Särskilt om n är fem, sex eller åtta används också ibland termer bildade av ungeför motsvarande grekiska räkneord med efterledet -gon, från ett klassiskt grekisk ord för vinkel eller hörn; se listan nedan.
En polygon är en Jordankurva, och delar alltså planet i en inre och en yttre del, med begränsad respektive obegränsad utsträckning. De två segment som möts i ett hörn bildar på motsvarande sätt en inre och en yttre vinkel. Med hörnvinkeln avses normalt den inre vinkeln i hörnet, även om denna skulle vara större än den yttre vinkeln. Polygoner i vilka alla inre vinklar är mindre än 180° (180 grader) kallas konvexa; om någon inre vinkel är större än 180° är polygonen konkav.

## Vinklar
Summan av alla (inre) hörnvinklar i en n-hörning är (n-2)·180° (eller, uttryckt i en annan enhet, {\displaystyle \pi \cdot n-2\pi } radianer). För en konvex polygon kan detta visas direkt genom att välja en godtycklig punkt i området innanför polygonen och från denna dra sträckorna till polygonens samtliga hörn. Då bildas n stycken trianglar, alla med vinkelsumman 180°. Drar man sedan bort summan av vinklarna kring den valda punkten i polygonen, vilket är ett helt varv, alltså 360°, kvarstår summan av polygonens vinklar. För en allmän polygon gör man i stället ett bevis med induktion med avseende på antalet hörn.

## Regelbundna polygoner
I regelbundna eller reguljära polygoner, är alla sidor lika långa och alla vinklar lika stora. Sådana polygoner är alltid konvexa. Dit hör
- Liksidig triangel
- Kvadrat
- Regelbunden femhörning
- Regelbunden sexhörning etc.

En regelbunden polygon har Schläfli-symbolen {\displaystyle \left\{n\right\}} där {\displaystyle n} anger antalet hörn (eller sidor).
Eftersom en regelbunden n-hörning har vinkelsumman (n-2)·180° och har n stycken lika stora hörnvinklar, är var och en av dessa {\displaystyle \textstyle {{\frac {n-2}{n}}180^{\circ }}}.

## Betydelsevarianter
I detta avsnitt används "egentlig polygon" för att beteckna "polygon enligt den definition som ges i inledningen".
- Någon gång (men främst i äldre språkbruk) kan månghörning stå för "egentlig polygon", medan termen polygon inskränks till att beteckna regelbunden månghörning.[1]

- Terminologicentrum TNC definierade år 2012 månghörning som "egentlig polygon", medan termen polygon sträcks till att beteckna polygontåg (i allmänhet).[2]

- Ibland (och särskilt i äldre språkbruk) syftar polygon eller månghörning på hela den geometriska figur som den egentliga polygonen omsluter, alltså även den del av planet som polygonen avgränsar och som har ändlig utsträckning. Med andra ord används då termen polygon som synonym med tvådimensionell polytop (i "vanlig mening"). Den egentliga polygonen är randen av denna polytop.

- Ibland (och särskilt inom datorgrafik) krävs inte att den slutna kurvan av linjesegment skall vara enkel. Med andra ord tillåts att sidor korsar varandra (och kanske att samma hörn förekommer flera gånger, litet beroende på definitionen av "korsning"). Med andra ord används då termen polygon som synonym med slutet polygontåg i planet. Egentliga polygoner utgör specialfallet då polygontågen dessutom är enkla.

## Area
Arean hos en polygon med n sidor kan beräknas som summan av areorna hos n - 2 trianglar, som kan bildas genom att dra n - 3 icke-skärande diagonaler mellan icke närliggande hörn.
Exempel: Om vi i en fyrhörning drar en linje mellan två hörn som inte ligger intill varandra delas fyrhörningen i två trianglar (fyra hörn, två trianglar, en linje). För varje hörn vi lägger till måste vi dra en linje till och får som resultat en triangel till.
Om koordinaterna till en polygons hörn är kända, kan arean beräknas med hjälp av koordinatareaformeln.
Arean av en regelbunden {\displaystyle n}-hörning med sidlängden {\displaystyle s} (och vinklarna uttryckta i radianer) är:
{\displaystyle A={\frac {ns^{2}}{4}}\cot {\frac {\pi }{n}}}
Härledning
Med den inskrivna cirkelns radie som {\displaystyle r} och polygonens sidlängd som {\displaystyle s} får vi arean {\displaystyle A_{\triangle }} av den rätvinkliga triangeln med katetlängderna {\displaystyle r} och {\displaystyle {\frac {s}{2}}} till
{\displaystyle A_{\triangle }={\frac {1}{2}}\cdot {\frac {s}{2}}\cdot r\Leftrightarrow A_{\triangle }={\frac {s}{4}}\cdot r}
Vi har att
{\displaystyle \cot \alpha ={\frac {r}{\left({\frac {s}{2}}\right)}}={\frac {2r}{s}}\Leftrightarrow r={\frac {s\cdot \cot \alpha }{2}}}
där {\displaystyle \alpha } är denna triangels hörnvinkel i polygonens (och dess inskrivna cirkel) mittpunkt.
Vi har också att polygonen består av {\displaystyle 2n} sådana här trianglar, alltså
{\displaystyle 2\cdot \alpha \cdot n=2\pi \Leftrightarrow \alpha ={\frac {\pi }{n}}}
och sålunda:
{\displaystyle A=2n\cdot A_{\triangle }=2n\cdot {\frac {s}{4}}\cdot r={\frac {ns}{2}}\cdot {\frac {s\cdot \cot \alpha }{2}}={\frac {ns^{2}}{4}}\cdot \cot {\frac {\pi }{n}}}

## Datorgrafik
Inom datorgenererad grafik används polygoner för att bygga upp nästan all grafik inom såväl datoranimerad film som datorspel. Polygoner representeras enkelt genom följder av koordinaterna för dess hörn. Det blir därför i detta sammanhang naturligt även i planet att inte ha med kravet att den slutna kurva som bildas skall vara enkel; se avsnittet #Betydelsevarianter ovan.

Komplex "polygon"
Enkel konkav polygon
Regelbunden polygon

## Lista över polygoner
| Namn                                 | Hörn                    | Anmärkningar |
| ------------------------------------ | ----------------------- | --- |
| Henagon (eller monogon)              | 1                       | I det euklidiska planet degenererar den till en sluten kurva med en enda hörnpunkt på den. Enligt vissa definitioner av en polygon är en henagon inte en äkta polygon.                                                                            |
| Digon                                | 2                       | I det euklidiska planet degenererar den till en sluten kurva med två hörnpunkter. |
| Triangel (eller trigon)              | 3                       | Den enklaste polygonen som kan existera i det euklidiska planet. |
| Fyrhörning (eller tetragon)          | 4                       | Den enklaste polygonen vars sidor kan korsa sig, den enklaste polygonen som kan vara konkav. En regelbunden tetragon kallas kvadrat, en liksidig men ej rätvinklig tetragon kallas romb, en rätvinklig men ej liksidig tetragon kallas rektangel. |
| Pentagon                             | 5                       | Den enklaste polygonen som kan existera som en regelbunden stjärna. En femhörnig stjärnpolygon kallas även pentagram. |
| Hexagon                              | 6                       | |
| Heptagon                             | 7                       | Den enklaste polygonen där den regelbundna formen inte är konstruerbar med passare och linjal. Den kan dock konstrueras med användning av Neusis konstruktion.                                                                                    |
| Oktagon (eller oktogon)              | 8                       | |
| Nonagon (eller enneagon)             | 9                       | |
| Dekagon                              | 10                      | |
| Hendekagon (eller undekagon)         | 11                      | Den enklaste polygonen där den regelbundna formen inte kan konstrueras med passare, linjal och vinkelns tredelning. |
| Dodekagon                            | 12                      | |
| Tridekagon (eller triskaidekagon)    | 13                      | |
| Tetradekagon (eller tetrakaidekagon) | 14                      | |
| Pentadekagon (eller pentakaidekagon) | 15                      | |
| Hexadekagon (eller hexakaidekagon)   | 16                      | |
| Heptadekagon (eller heptakaidekagon) | 17                      | |
| Oktadekagon (eller octakaidekagon)   | 18                      | |
| Nonadekagon (eller enneadekagon)     | 19                      | |
| Ikosagon                             | 20                      | |
| Ikosihenagon                         | 21                      | |
| Ikosidigon                           | 22                      | |
| Ikositrigon                          | 23                      | |
| Ikositetragon                        | 24                      | |
| Ikosipentagon                        | 25                      | |
| Triakontagon                         | 30                      | |
| Triakontadigon                       | 32                      | |
| Tetrakontagon                        | 40                      | |
| Tetrakontaoktogon                    | 48                      | |
| Pentakontagon                        | 50                      | |
| Hexakontagon                         | 60                      | |
| Heptakontagon                        | 70                      | |
| Hektogon (eller centagon)            | 100                     | |
| Chiliagon                            | 1000                    | |
| Myriagon                             | 10000                   | |
| Megagon                              | 1000000                 | |
| Apeirogon                            | {\displaystyle \infty } | En degenererad polygon med oändligt många sidor. |